# 98 дигрийс
98 дигрийс (на английски: 98 Degrees) е американска поп и R&B включваща четирима певци: братята Ник и Дрю Лачи, Джъстин Джефра и Джеф Тимонс. Групата е сформирана от Тимонс в Лос Анджелис, Калифорния, Въпреки че всички членове произхождат от Охайо. За разлика от повечето момче групи, те образуват независимо и по-късно се качват от звукозаписна компания, вместо да бъдат сглобени от етикет или производител.
За разлика от повечето момчешки групи те създават независимо и по-късно се качват от звукозаписна компания, вместо да бъдат сглобени от етикет или продуцент. Те са продали над 10 милиона копия в целия свят и постига осем топ 40 сингъла в САЩ.
Групата се събира отново за изпълнение по време на Mixtape Festival в Хърши през август 2012 г. След изпълнението, групата подновява дейността си с нов албум и реклама на турнето „The Package“ през 2013.

## Дискография

### Студийни албуми
- 98 Degrees (1997)
- 98 Degrees and Rising (1998)
- This Christmas (1999)
- Revelation (2000)
- 2.0 (2013)

### Компилации
- The Collection (2002)

### Сингли
- Invisible Man (1997)
- Was It Something I Didn't Say (1998)
- Because of You (1998)
- True to Your Hear (1998)
- The Hardest Thing (1999)
- I Do (Cherish You) (1999)
- This Gift (1999)
- Thank God I Found You (2000)
- Give Me Just One Night (Una Noche) (2000)
- My Everything (2000)
- The Way You Want Me To (2001)
- Why (Are We Still Friends) (2002)
- Microphone (2013)
- Impossible Things (2013)

## Турнета
- Heat It Up Tour (1999)
- Revelation Tour (2001)
- The Package Tour (2013)

|  | Тази страница частично или изцяло представлява превод на страницата 98 Degrees в Уикипедия на английски. Оригиналният текст, както и този превод, са защитени от Лиценза „Криейтив Комънс – Признание – Споделяне на споделеното“, а за съдържание, създадено преди юни 2009 година – от Лиценза за свободна документация на ГНУ. Прегледайте историята на редакциите на оригиналната страница, както и на преводната страница, за да видите списъка на съавторите. ВАЖНО: Този шаблон се отнася единствено до авторските права върху съдържанието на статията. Добавянето му не отменя изискването да се посочват конкретни източници на твърденията, които да бъдат благонадеждни. |